# 汪天柄
汪天柄（？—？），钱塘人，是一名清朝政治人物。
汪天柄曾于康熙四十七年接替徐希圣任兴化府知府一职，康熙四十八年由范宏遇接任。